# Cephalcia erythrogaster
Cephalcia erythrogaster är en stekelart som först beskrevs av Hartig 1837.  Cephalcia erythrogaster ingår i släktet granspinnarsteklar, och familjen spinnarsteklar. Enligt den finländska rödlistan är arten nära hotad i Finland. Arten är reproducerande i Sverige. Artens livsmiljö är moskogar.